# Literatura gallega
Literatura gallega és la literatura feta en gallec a Galícia o a l'antic Regne de Galícia.

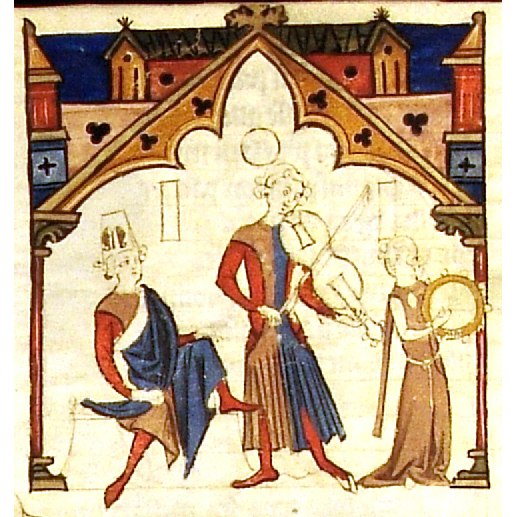
Trobadors en una miniatura del Cancioneiro d'Ajuda

## Primers testimonis
Els primers texts trobats en gallec són una escriptura de foro datada del 1016 (O foro de Arnoia), el reconeixement del Consello de Lugo sobre la Senyoria del bisbe del 1207, i la donació de Pero Cipriániz al Monestir de San Xulián de Samos del 1227.

## Literatura galaicoportuguesa
Durant els segles xii i xiii destacarà una literatura desenvolupada en una koiné que volia unificar les parles gallega i portuguesa, i que es desenvoluparia fins al segle xviii. Sovint fou emprada per autors castellans, degut al prestigi literari del que gaudia en aquella època. Les obres que va deixar foren principalment de caràcter poètic, recollides en els principals llibres:
- Cancioneiro da Ajuda, datat del segle xiii-XIV i en què no consten els autors dels poemes
- Cancioneiro da Vaticana, còpia del segle xv.
- Cancioneiro Colocci-Brancutti
- O pergamiño Vindel, còpia del segle xiii amb set cantigas del famós trobador Martín Codax.
- O escarño de Malonda, compost per l'infant castellà Don Juan Manuel.
- As Cantigas de Santa María, quatre manuscrits del 1280 compostos pel rei castellà Alfons X el Savi.

Els primers trobadors gallecs coneguts foren Joam Soares de Paiva, Paio Soares de Tabeirós, Joam Vélaz (fl. 1189), primer xoglar, i el rei Sanç I de Castella. Després destacarien com a autors fins al 1350 els poetes Bernal de Bonaval, Xohan Zorro, Macías O Namorado (fl. 1340-1370) autor de 21 cantigues recollides al Cancionero de Baena, Pero Mesgo, Meendiño, Pero Amigo, Xohan Airas (mort el 1275) de Santiago, autor de 50 cantigas de amigo, 25 d'amor i 10 d'escarnio e maldicer; Airas Nunes, Paio Gomes Chariño i Pero da Ponte.
Pel que fa a la prosa, en el segle xiii destaquen alguns fragments d'As Partidas del rei Alfons X Savi (Ricard de Cornualla o Cornús), versions de la Crónica Xeral galega i de la Xeral Historia, de la Crónica troiá (1373) i História Troiá; a finals del segle xiv destacarien el Livro de Tristan, la Demanda do Santo Graal, Crónica Galega del 1404, una versió del Foro Xuzgo, Legenda Aurea de frai Xacobe de Vorágine i Os Miragres de Santiago, texts jurídics i històrics, i relacionats amb el cicle artúric; el Livro dos cavaleiros cambeadores de Santiago, Tratado de Albeitaria (traducció d'una obra llatina de Jordano Rubio de Calabria). Val a dir que aquesta koiné serà emprada sovint com a llengua de cort a Castella, com a Catalunya i Aragó ho era l'occità, i fins i tot com a llengua poètica gairebé fins a començament del segle xv, amb la Corónica de Santa María de Iria (1468) composta per Rui Vázquez.

## Decadència
Però Ferran III de Castella declarà el castellà com a idioma oficial dels documents reials, i el 1480 les Corts de Toledo obligaren a tots els aspirants a escrivans del Real Consejo a examinar-se en castellà, cosa que donà la ferida de mort a la literatura galaica. Tot i així, encara frai Xerome Bermúdez (1530-1605) va escriure en castellà però tot declarant que no ho feia bé perquè no era la seva parla natural.
El gallec, encara que relegat a llengua de segon ordre en aquells anys, encara era present en la vida pública i literàri, com ho mostraren les Exequias da raíña Margarita del 1612. Les darreres mostres de literatura gallega antiga es donaren a les Festas Minerváis de Santiago de Compostel·la el 1697, en honor d'Alonso de Fonseca, i que recolliren poesies de Xoán do Río e Otero. Durant la il·lustració podem destacar José Andrés Cornide de Folgueira y Saavedra (1734-1803), amb el sonet A Filida, O romance da urca de San Antón i o Coloquio galego de Sarmiento, Antonio Cernadas de Castro O Crego de Friume (mort el 1777), també autor de poemes. Una de les obres més importants, El nuevo Cesáreo de las Candelas: La Pilingrina (1787) de Manuel Freire de Castrillón, fou prohibida per la Inquisició.

## El Rexurdimento

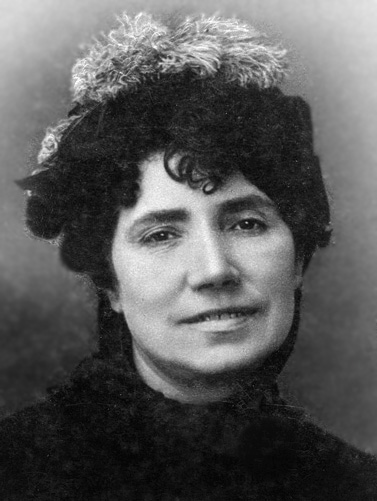
Rosalía de Castro

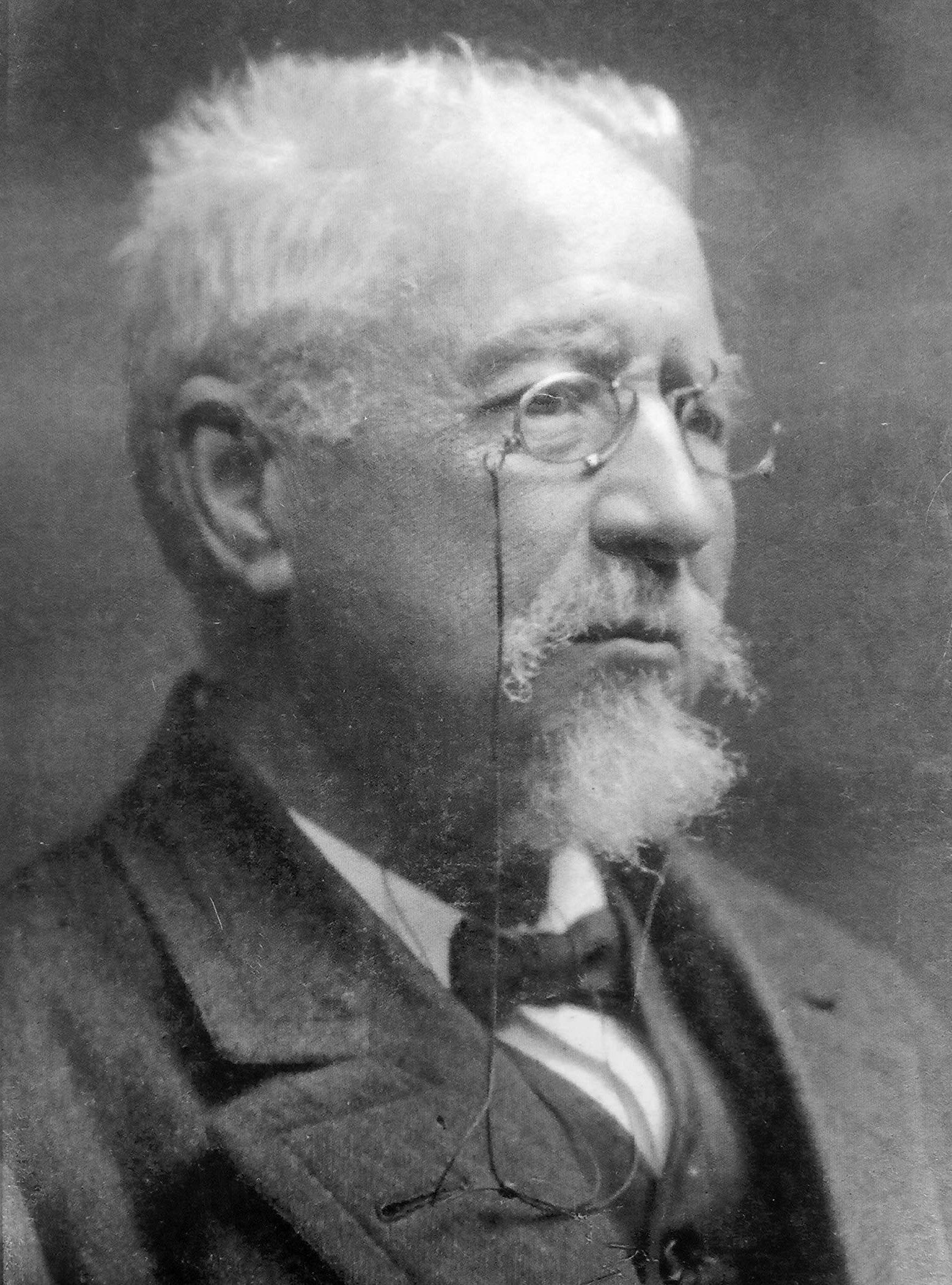
Manuel Murguía

A la primeria del segle xix, a poc a poc, es començà a desenvolupar una literatura en gallec. Xosé Fernández Neira va compondre Proezas de Galicia (1810), Manuel Pardo de Andrade compongué Os rogos de un galego establecido en Londres, dedicados aos seus paixanos para abrirlles os ollos sobre certas iñorancias e o demáis que verá o curioso leitor (1813), Pedro Boado de Sánchez escriví el bilingüe Diálogo entre dos labradores gallegos afligidos y un abogado instruido, despreocupado y compasivo (1823), i el 1820 es fundava el primer diari en gallec a Santiago, Tertulia na Quintana.
Però es considera l'inici del Rexurdimento, moviment de recuperació literària similar al de la Renaixença catalana, la publicació el 1828 del poema A Alborada de Nicómedes Pastor Díaz (1811-1863), considerat com a punt de referència per als autors posteriors. Francisco Añón Paz (1812-1878) va compondre els poemes A Leiteira i Recordos de infancia. I António Bieito Fandiño compongué el primer sainet gallec, A casamenteira (1812, publicat el 1849).
El 1853 Xohan Manuel Pintos (1811-1873) va publicar A gaita galega amb un ric recull lèxic, que propiciarà a partir del 1863 el naixement del Rexurdimento, que donaria a Galícia figures literàries del tarannà de Rosalía de Castro (1837-1885), poetessa autora de Cantares gallegos (1863), ruralista i d'afirmació gallega, i Follas novas (1880) de caràcter metafísic; Eduardo Pondal (1835-1917), poeta romàntic, autor d'A campana de Anllóns (1862) barreja de Góngora i saudade, Queixumes dos Pinos (1886), cant a la llibertat, i Os Eoas (1917), poema còsmic; Manuel Curros Enríquez (1851-1908), el més compromès políticament, amb Aires da miña terra (1880) i la sàtira anticlerical O divino sainete (1888); Valentín Lamas Carvajal (1849-1906), amb la prosa O catecismo do labrego (1889) i els poemes Saudades galegas (1880) i Espiñas, follas e frores (1878); Antonio López Ferreiro, amb les novel·les històriques O Castelo de Pambre (1895) i A Tecedeira de Bonaval (1894); Manuel Leiras Pulpeiro (1854-1912) amb uns Cantares gallegos (1910); Aureliano Pereira, polític i poeta amb Cousas de aldea (1891) i A cova da serpe (1893); i Marcial Valladares Núñez (1821-1903) amb la primera novel·la moderna en gallec, Maxina ou a filla espúrea (1880), i els estudis Diccionario gallego-castellano i Elementos de gramática gallega, que no foren publicats fins al 1970.
El 1861 també s'iniciarien els Xogos Froráis, a imitació dels provençals i catalans, mentre que la impremta dels Carré Aldao publicarà des del 1862 les antologies dels poetes gallecs. El 1868 Xoán Antonio Saco e Arce publicarà la primera gramàtica galega de caràcter normalitzador, així com la Historia de Galicia (1866-1904) de Manuel Murguía. Però la primera obra teatral d'èxit en gallec fou obra de Francisco de la Iglesia, A fonte do xuramento (1882). I potser els darrers representants del rexurdimento que enllaçararen amb les noves generacions foren Uxío Carré Aldao (1859-1932), que esdevindrà secretari perpetu de la Real Academia Galega i director de la revista A Nosa Terra de La Corunya, autor dels poemes Brétemas (1896) i Rayolas (1898) i les narracions Contos da forxa (1919) i A terra chama (1925); i Manuel Lugrís Freire, conegut polític i autor d'una Gramática do idioma galego (1922) i dels drames A ponte (1903), Mareivas (1904), Escravitú (1906) i O pazo (1916).
Pel que fa a la premsa en gallec, es fundaren durant aquells anys nombroses publicacions de caràcter satíric exclusivament en gallec, com O Tío Marcos da Portela (1876-1889) a Ourense, dirigit per Valentín Lamas Carvajal, i O Vello do Pico Sacro (1861) a Coruña, ambdúes de caràcter populista i galleguista i ferm compromís lingüístic; també es fundaren en aquest sentit O Seor Pedro (1881) a Santiago, A Tia Catuxa (1881) a Pontevedra, O Galiciano (1882) a Pontevedra, A Fuliada (1884) a la Corunya, A Gaita Gallega (1884) a l'Havana i A Monteira (1889-1890) a Lugo, setmanari regionalista i literari influït per les idees de Brañas i de Montenegro Saavedra.

## Fins a la Guerra Civil

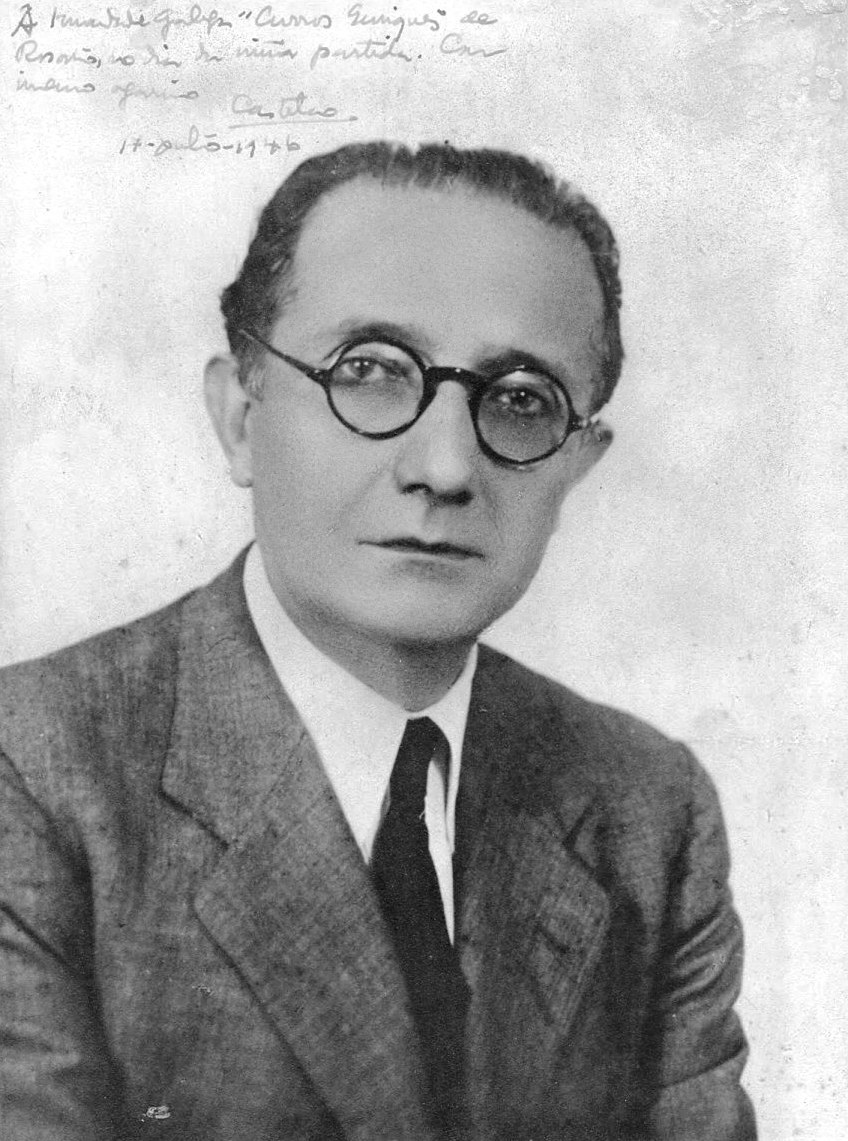
Castelao

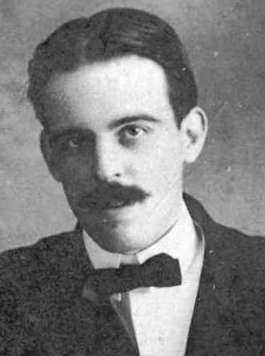
Antón Villar Ponte va ser un destacat intel·lectual de les irmandades da fala.

Durant el període anterior a la guerra civil, la literatura gallega va donar obres i autors de gran vàlua i qualitat, i molt diversificats.
L'any 1916, en els locals de la Real Academia Galega (però al marge e la institució) un grup de gallecs nacionalistes (el alma mater va ser Antón Villar Ponte) va fundar la "Irmandade de Amigos da Fala" a la Corunya. Aquesta associació, que aleshores es va estendre per altres llocs del país, va donar lloc a les diverses Irmandades da Fala (1917), que van donar una empenta a la literatura en gallec, amb un grapat d'iniciatives, afavorint l'assaig, la poesia i la prosa, i la difusió de l'ús del gallec a la premsa de tot el país. Serà en aquest moment en el qual es crea el Conservatori Nacional de Gallec d'Art (1919) i en el que proliferen les publicacions de la narrativa breu (Lar, Céltiga…), etc.

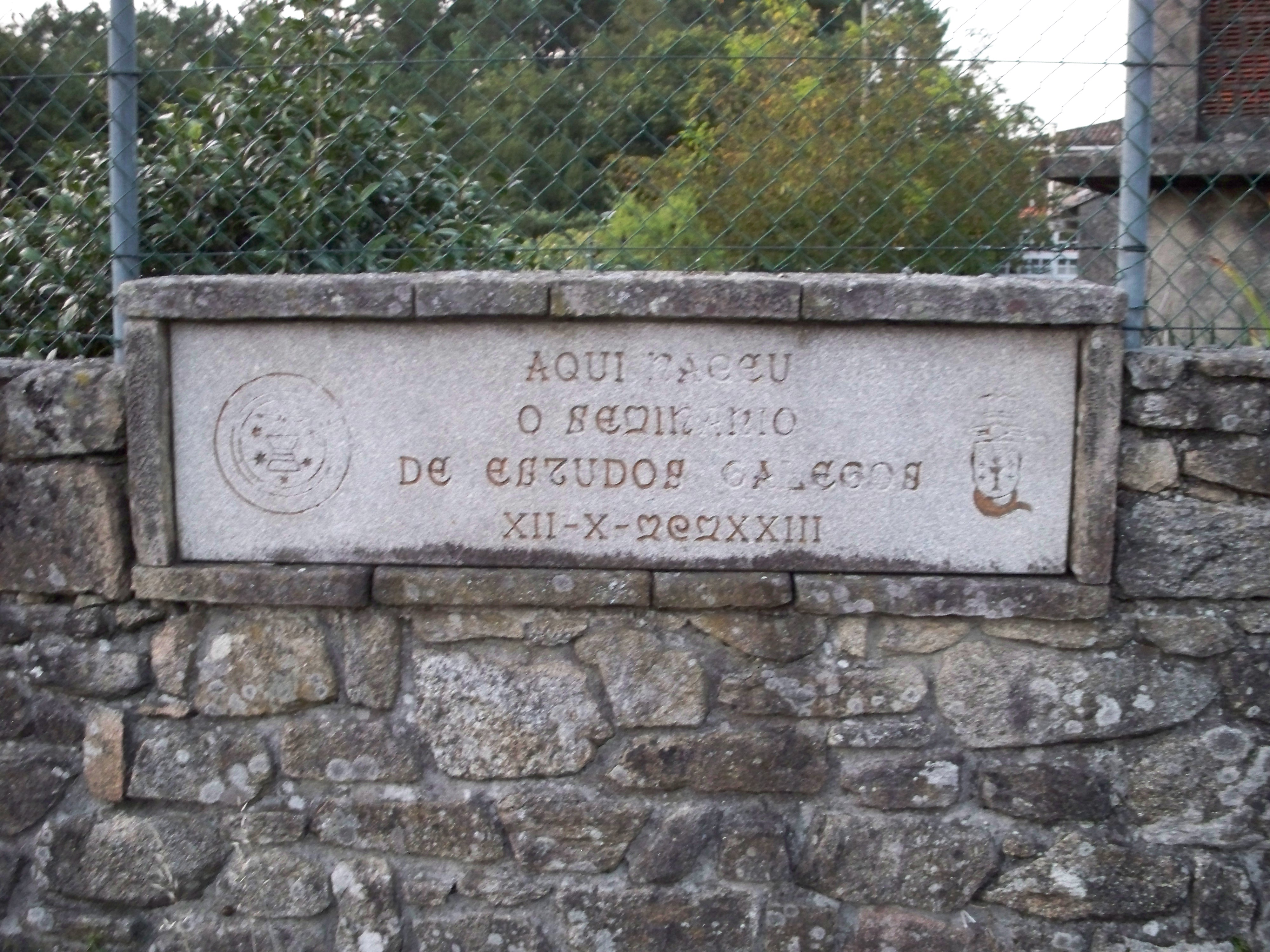
Ortoño, Ames, "Aquí va néixer el o "Seminario de Estudos Galegos" 12-10-1923".

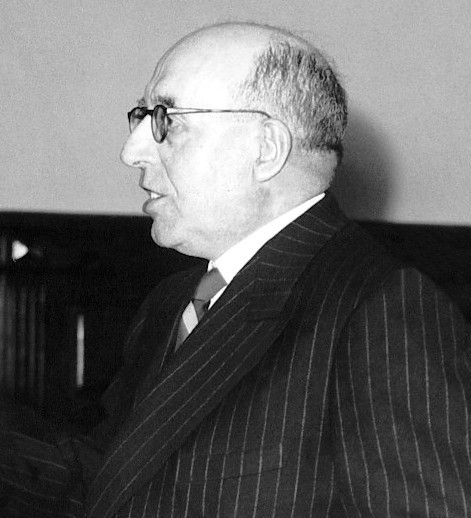
Otero Pedrayo, un dels grans narradors del segle XX

En la dècada de 1920, des de la fundació de la revista Nós (30 d'octubre de 1920), sorgeix l'anomenat grup Nós, que tindrà per figures més importants de l'Vicente Risco, Otero Pedrayo i l'A. D. R. Castelao, tots amb la voluntat d'augmentar el prestigi de la literatura gallega amb relació a les altres literatures europees provocant així el naixement de la narrativa gallega actual.
D'una banda, cal destacar els avantguardistes, poetes revolucionaris que publicaren en les revistes Alborada i Ultreya, com Manuel Antonio (1900-1929), amb el manifest d'avantguarda ¡Máis alá! (1922) i els poemes De catro a catro (1928); Álvaro Cunqueiro (1911-1981), Mar ao Norde (1932) i Poemas do si e do non (1933); Eduardo Blanco Amor, Poema en catro tempos (1928), i Luís Pimentel. amb Sombra do ar na erva d'altra banda, l'hilozoísmo, moviment de vegades anomenat erròniament imaxinismo, que combina elements de la tradició (temàtica paisatgística, formes estròfiques...), amb noves imatges avantguardistes i incorporació de nou lèxic. En aquest grup destacà Luís Amado Carballo (1901-1927), autor de Proel (1927) i O galo (1928).
A més, el neotrobadorisme combina influències de la lírica medieval amb l'ús d'un llenguatge avantguardista. Els principals representants foren Fermín Bouza Brey (1901-1977), amb Lelías no teu olvido (1926) i Nao senlleira (1933); Álvaro Cunqueiro, amb Cántiga nova que se chama Ribeira (1933); Aquilino Iglesia Alvariño (1909-1961), que fou un dels primers a emprar el vers lliure en gallec, autor de Señardá (1929), Corazón ao vento (1933) i Cómaros verdes (1947), i Antón Noriega Varela (1869-1947), traductor de Virgili al gallec.
L'anomenada xeración o grupo Nós, d'autors agrupats al voltant de la revista del mateix nom, de caràcter més intel·lectual i polític, potser, que no pas literari, i on destacarien Ramón Cabanillas (1876-1959), Florentino Cuevillas (1866-1958) amb els estudis divulgatius Edade de ferro na Galiza (1925) i Prehistoria galega (1930); Ramón Otero Pedrayo (1888-1976), Vicente Risco (1883-1963) amb els assaigs Mittleuropa (1934), O problema político de Galiza (1930) i Nós, os inadaptados (1933), i també fou traductor al gallec de Wells, Shaw, Mallarmé, Rimbaud i Chesterton; Alfonso Rodríguez Castelao (1886-1950), el més polititzat de tots i el més compromès, amb les narracions Os dous de sempre (1934), l'assaig As cruces de pedra na Galiza (1949), el drama Os vellos no deben namorarse (1941), el recull de dibuixos i escrits de denúncia contra les barbaritats de la guerra civil Atila en Galiza/Galiza mártir (1937), i finalment, la Bíblia de la galleguitat, Sempre en Galiza (1948); i Xoán Vicente Viqueira (1886-1924) traductor al gallec de Berkeley, David Hume i Teòcrit de Siracusa, i autor d'Ensaios e poesías (1925), influïdes per Henri Bergson.
D'altres no classificats, com Rafael Dieste Gonçalvez (1899-1981), influït pel grup Nós, i autor del recull de contes Dos arquivos do trasno (1926) i la comèdia simbolista A fiestra valdeira (1927); Gonçalo López Abente (1878-1963), poeta menor amb Escumas da ribeira (1899), Alento da raza (1905), Do outouno (1910), Nemancos (1915) i la narració satírica O diputado de Veiramar (1924); Victoriano Taibo García (1885-1966) i Antón Villar Ponte, amb el Breviario da autonomía (1933) i Pensamento e sementeira, recollit el 1971.

## Literatura de la postguerra

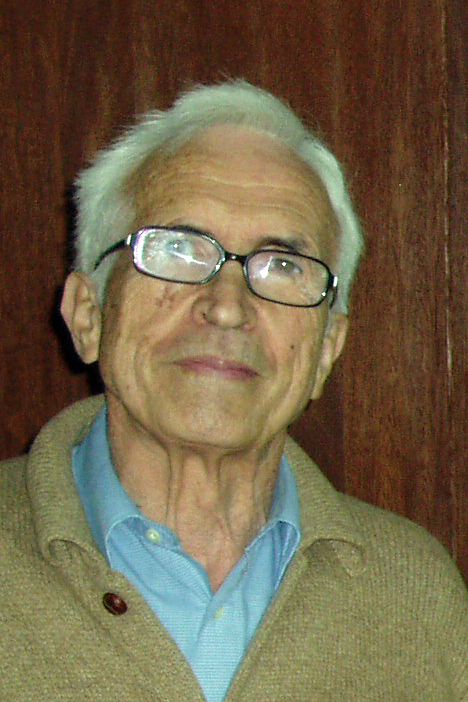
Xosé Neira Vilas

L'activitat cultural en gallec no es va reprendre fins a la publicació el 1947 del llibre de poemes en gallec Cómaros Verdes d'Aquilino Iglesia Alvariño. El 1950 es funda l'Editorial Galaxia per Ramón Piñeiro i d'altres, que facilità la publicació d'obres en gallec. De caràcter més modern i progressista foren la Unión de Intelectuáis Libres i el grup literariointel·lectual Brais Pinto, de Méndez Ferrín i A. Cribeiro, entre d'altres. Un dels primers obres va ser el poemari Fabulario Novo (1952) per Manuel Cuña Novás, quan «este idioma era aún un dialecto (castellà)».
Però l'any clau de la literatura gallega de postguerra fou el 1962, quan es va publicar el llibre de poemes A Longa noite de pedra de Celso Emilio Ferreiro, que va promoure la col·lecció de poesia Benito Soto a Pontevedra, mentre que Manuel María ho feia amb Xistral a Lugo i els de Galaxia amb Bibliófilos Galegos i Monterrey (després Castrelos). Entre els autors més destacats d'aquest període podem destacar el mateix Celso Emilio Ferreiro (1914-1979) amb les narracions molt crítiques Viaxe ao país dos ananos (1968) i A taberna do galo (1978); el narrador Eduardo Blanco Amor (1897-1979) amb les novel·les A esmorga (1959) i Os biosbardos (1962): l'assagista Ricardo Carballo Calero (1910-1990) amb l'estudi Historia da literatura galega contemporanea (1975); Anxel Fole (1904-1986); el poeta Luís Pimentel (1895-1958); Lois Seoane (1910-1979) amb els poemes d'exili Fardel do eisiliado (1952); Silvio Santiago (1903-1974); Ramón Piñeiro (1915-1990), amb els assaigs A saudade en Rosalía (1952), Siñificado metafísico de saudade (1960), i Da esencia da verdade, traduït de Martin Heidegger amb Celestino Fernández de la Vega; l'assagista Xoán Rof Carballo (1905-1994) amb el recull  Mito e realidade da terra nai (1957); Domingo García-Sabell (1909-2003); Celestino Fernández de la Vega (1914-1986) col·laborador de Piñeiro i autor de l'assaig O segredo do humor (1963); i el periodista Xosé María Castroviejo (1909-1983) amb els poemes Tempo de outono (1964).
En els anys setanta aparegueren noves generacions d'escriptors més radicalitzats pel que fa a les qüestions nacional i lingüística. Entre els més destacats hi ha Xohana Torres (1931) amb la novel·la Adiós, María (1965) i el teatre A outra banda do Iberr (1969); Carlos Casares Mouriño (1941-2002) amb les novel·les Xoguetes pra un tempo prohibido (1975) i Os escuros soños de Clío (1979); Xosé Neira Vilas (1928) amb les novel·les Memorias dun neno labrego (1960) i Camiño bretemoso (1967); el poeta Uxío Novoneyra (1930-1999) amb Os Eidos I i II (1955 i 1974); Xosé Lois Méndez Ferrín (1938) amb els poemes Voce na néboa (1957), Con pólvora e magnolias (1976) i O fin dun canto (1982); Xosé Lois Franco Grande (1935) traductor al gallec d'Antígona de Jean Anouilh i de Non haberá guerra de Troia de Jean Giraudoux; el poeta Antón Tovar Bobillo (1921-2004), amb Arredores (1962) i Non (1967); Marcial Suárez, amb O acomodador e outras narracións (1969); el poeta Manuel María Fernández Teixeiro (1930), amb Terra chá (1963); Margarida Ledo (1951) amb les narracions Mamá-Fe (1973) i O corvo érguese cedo (1973); Paco Martín, amb Na cárcel (1976), Músicas no espello, No cadeixo i Angora cun ceo de lama; el novel·lista Xavier Alcalá amb Faula (1982), A insua, A nosa cinza, Tertulia (1985) i Nos pagos de Huincaloo; Camilo Gonsar, amb Cara times square i A desfeita (1983).
Pel que fa al teatre, destaca el Grup de Ribadavia o també Grupo Abrente, atès que el componen dramaturgs que van començar el seu camí professional entorn de l'any 1973, en època predemocràtica, data en què s'inicia la important Mostra de Teatre de Ribadavia que durarà fins a l'any 1980, i del concurs d'obres teatrals Abrente. Pertanyen a aquest grup autors com Manuel Lourenzo, Euloxio Ruibal i Roberto Vidal Bolaño. Tots ells apareixen units per un posicionament comú contra la dictadura i per l'exploració de joves tendències teatrals acostades al teatre èpic i simbòlic que serveixi d'instrument d'agitació i propaganda.
Altres autors menors del període foren Daniel Cortezón (1927) amb les novel·les As covas do rei Cintolo (1956) i A vila sulagada (1981); el poeta Manuel Cuña Novás (1924-1992), autor de Fabulario novo (1952); el poeta Xoán-Manuel Casado (1949-2002), amb Rexistro de Menores espantos (1973) i O inverno do lobo (1985); el poeta Manuel Casado Nieto (1912-1984) amb Orballo ispido (1955) i Canta de lonxe o corazón do tempo (1969); el prosista Xosé Filgueira (1906) amb Adral (1971-1984) i Quintana viva (1971); el poeta Bernardino Graña (1932) amb Profecía do mar (1966), la novel·la Fins do mundo (1973) i el teatre Cen mil pesos crime (1961); Eduardo Moreiras (1914), amb els poemes A realidade esencial (1955) i Paisaxe en rocha viva (1958) i les narracions Follas de vagar (1972) i Primaveira no Lor (1974); i la poetessa Luz Pozo (1922), amb O páxaro na boca (1952), Verbas derradeiras (1976) i Concerto de outouno (1981).

## Literatura gallega durant la democràcia

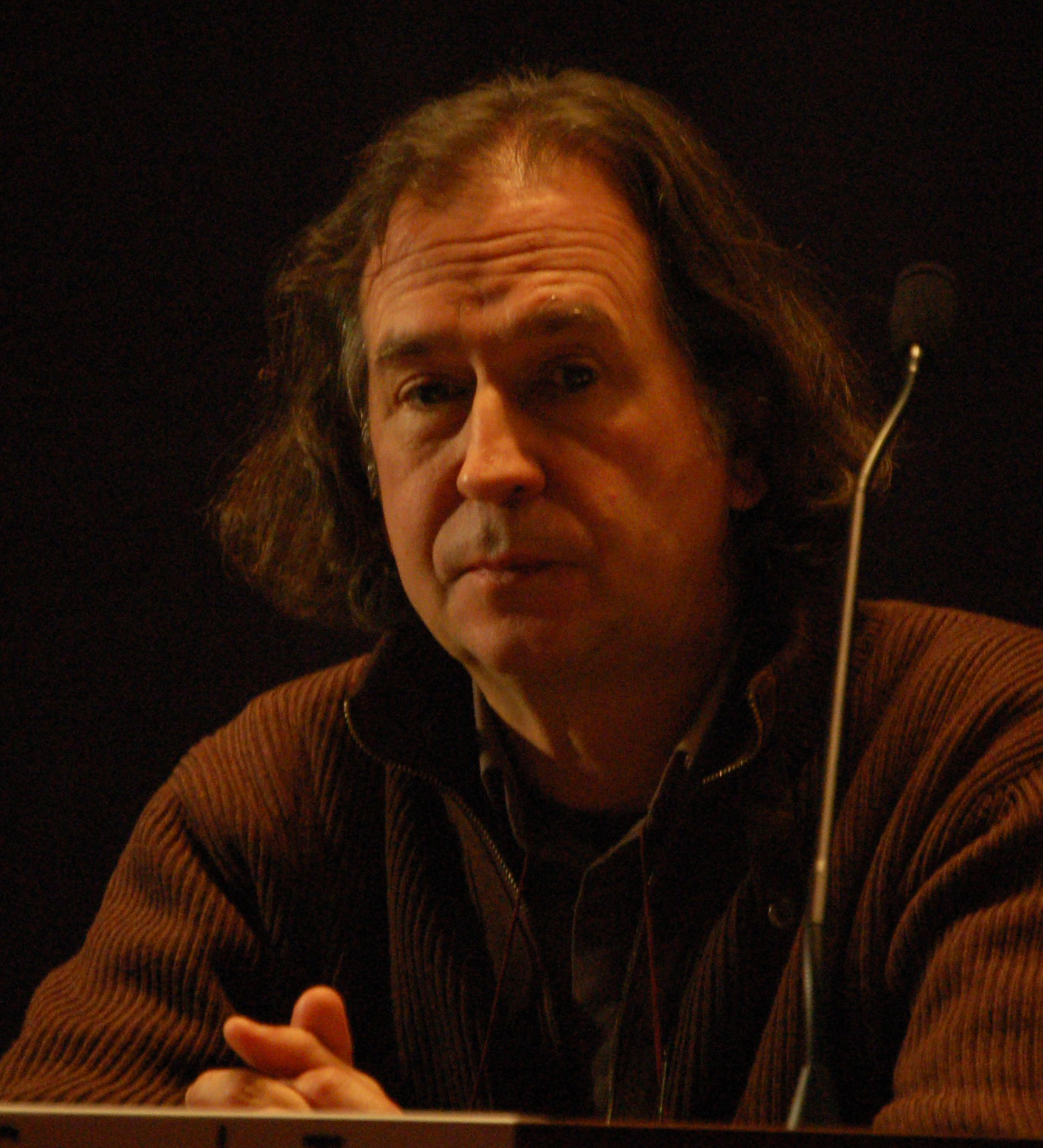
Suso del Toro

Després de la mort de Franco, es produí una forta embranzida cultural en llengua gallega en tots els terrenys. Endemés de les figures ja consagrades, apareixen nous escriptors com els poetes Xosé María Álvarez Caccamo (1950) amb Os documentos da sombra (1986), Luminoso lugar de abatimento (1987), Arquitecturas de cinza (1985) i Cimo das idades tristes (1988); Xavier Rodríguez Barrio (1956) amb Os laberintos da xerfa (1985), Os aposentos silenciados (1986) i Celebración do gozo (1988); Ramiro Fonte (1957-2008) amb Pasa un segredo (1988); Luis González Tosar (1950) amb A caneiro cheo (1986) i Remol das travesías (1989); Xavier Rodríguez Baixeras (1945) amb Anos de viaxe (1988) i Lembranza do Areal (1985); Manuel Forcadela (1958) amb O varredor en outouno (1988) i O regreso das ninfas (1985); Manuel Vilanova (1944) amb E direivos eu do mister das cobras (1980) i A lenda das árbores de prata (1985); Miguel-Anxo Fernán-Vello (1958) amb Memorial de brancura (1985), Entre agua e fogo (1987) i Libro de paisaxes vivas (1985); i X. Seroana, amb O canto de terra  (1987). D'altres autors són Arcadio López Casanova, amb Liturxia do corpo (1983), Darío Xohán Cabana, amb A fraga amurallada (1983) i Vidas Senlleiras (1992); Vítor Vaqueiro, amb Fraga prateada (1984) i O soño dirixido (1992); Xavier Seoane, amb Invitación ao regreso (1985), i Paulino Vázquez amb Seixo de desfacer entre os dedos (1985). Alguns d'aquests poetes integren l'anomenada Xeración dos 80.
Pel que fa a la narrativa, podem destacar Carlos González Reigosa (1948) amb As pucharcas da lembranza (1984), Homes de tras da corda (1981) i Crime en Compostela (1983); Víctor Fernández Freixanes (1951) amb Unha ducia de galegos (1979) a l'estil de Josep Pla, O triangulo inscrito na circunferencia (1983), O enxoval da noiva (1988) i A cidade dos Césares (1993); Alfredo Conde Cid (1945), diputat del Partido dos Socialistas de Galicia-PSOE amb Carlos Casares, amb Xa vai o grifón no vento (1985), Premi Nacional de Literatura d'Espanya en la modalitat de narrativa 1986; Suso de Toro (1956), narrador underground amb Polaroid (1987), Caixón desastre (1983), Ambulancia (1991) i Tic-tac (1993); Antón Risco, amb Memorias dun emigrante (1987); X. M. Martínez Oca, amb Beira mar (1984); Lois Xosé Pereira, amb As horas de cartón (1985); Xaquín del Valle-Inclán amb Historia das cidades do deserto (1988), i Xesús González Gómez amb Ucronia (1988).
Pel que fa a l'assaig, destaca Antón Figueroa amb Diglosia e texto (1988). En teatre, fins aleshores molt pobre en gallec, el 1984 es va fundar el Centro Dramático Galego, el primer espectacle del qual va ser la versió en gallec de Woyceck de Georg Büchner. Algunes obres dramàtiques en gallec són les traduccions d'As tres irmás de Txékhov (1987) i O mozo que chegóu de lonxe de J.M. Synge (1988); Xosé Cermeño va escriure el 1988 Almas perdidas.
I quant a les noves generacions, cal destacar els poetes Ana Romaní, amb els poemes Palabras de mar i Das últimas mareas; Xavier Rodríguez Barrio, amb Antiga claridade (1992); Xesús Manuel Valcárcel, amb A porta de lume (1992); Manuel Álvarez Torneiro, amb As voces consagradas (1992); Xosé-Manuel Millán Otero, amb Este é o tempo do sal (1992), i Antón Reixa, amb Ringo rango (1993); els narradors Xelís de Toro, amb Non hai misericordia (1990), Premi Cidade de Lugo; Fran Alonso, amb Cemiterio de elefantes (1994); Arturo Lezcano, amb Os dados de Deus (1994); Salvador García-Bodaño, amb Os misterios de Monsieur d'Ailler (1992); Anxo Rei Ballesteros, amb Loaira (1992); Manuel Rivas amb En salvaxe compaña (1994); Manuel-Anxo Laxe Freire, amb Semente de Onte (1994); Xesús Rábade Paredes, amb Branca de Loboso (1991); i Xosé Cid Cabido, amb Días contados (1991).